# 尤斯蒂娜·伊斯克日茨卡
尤斯蒂娜·伊斯克日茨卡（波蘭語：Justyna Iskrzycka，1997年11月7日—），波兰女子皮划艇运动员。她曾代表波兰参加2020年夏季奥林匹克运动会皮划艇比赛，获得女子四人皮艇500米铜牌。